# Let It Bleed
Let It Bleed è un album in studio del gruppo rock britannico Rolling Stones; è l'ottavo della discografia inglese e il decimo di quella statunitense; fu pubblicato il 28 novembre 1969 negli Stati Uniti dalla London Records e il 5 dicembre 1969 dalla Decca Records nel Regno Unito. 
Pubblicato poco tempo dopo la conclusione del tour americano del 1969, è l'ultimo disco dove compare Brian Jones e il primo con il suo sostituto, Mick Taylor, a causa del fatto che Jones, fondatore e leader originale del gruppo, si era gradualmente emarginato dagli altri a causa dell'abuso di stupefacenti, sia musicalmente che socialmente, e nel corso delle sedute di registrazione fu spesso assente, o non nelle condizioni di contribuire fattivamente alle incisioni e così fu sostituito da Mick Taylor. In questo album Brian appare ufficialmente in soli due brani; morì dopo poco tempo, entro un mese dal suo allontanamento dalla band.
L'album raggiunse la prima posizione delle classifiche inglesi (spodestando Abbey Road dei Beatles) e la terza posizione nelle classifiche americane.
Nel 2002 l'album è stato ristampato in versione rimasterizzata dalla ABKCO Records.
Nel 2020 l'album è stato posizionato al numero 41 della classifica dei migliori 500 album di tutti i tempi della rivista Rolling Stone.

## Storia
Nel 1968 eventi come gli omicidi di Robert Kennedy e Martin Luther King seguiti nel 1969 dalla strage di Bel Air e dal concerto di Altamont degli stessi Stones dove, mentre la band suonava sul palco, gli Hell's Angels uccisero a coltellate un giovane afroamericano, Meredith Hunter, tra il pubblico, avevano lasciato presagire che le cose stavano cambiando e che il periodo del flower power era terminato. Inoltre infuriava la guerra del Vietnam e le conseguenti proteste nelle strade di tutto il mondo. Brian Jones, membro fondatore del gruppo, morì affogato nella piscina della sua villa il 3 luglio 1969. In questo contesto venne realizzato il nuovo album del gruppo, Let It Bleed (in italiano traducibile con "Lascia che sanguini"), con sonorità in bilico tra il british sound e quello americano, tra il blues e il country (quest'ultimo frutto della frequentazione dell'epoca di Keith Richards con Gram Parsons).

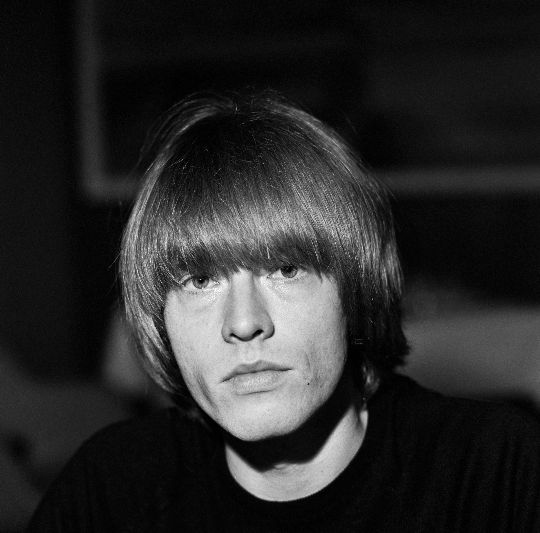
Brian Jones nel 1965.

Oltre alle sue molte incomprensioni e divergenze musicali con gli altri membri della band nell'ultimo anno, i problemi con la giustizia britannica di Brian Jones gli avevano impedito di ottenere il visto per gli Stati Uniti, con la conseguenza di non poter seguire il gruppo nella progettata tournée americana. A causa di tutto ciò, Jones venne estromesso dai Rolling Stones nel giugno del 1969. 
(Keith Richards)

Un mese dopo Brian Jones morì nella piscina di casa sua, affogato, il 3 luglio 1969, prima che Let It Bleed venisse completato. Il medico legale stabilì che la morte sopraggiunse per annegamento sotto l'effetto di droga. Due giorni dopo, il 5 luglio, il gruppo aveva in programma di tenere un concerto gratuito a Hyde Park per presentare ufficialmente il sostituto di Jones nei Rolling Stones, l'ex chitarrista dei John Mayall & the Bluesbreakers Mick Taylor, e promuovere il nuovo singolo Honky Tonk Women, che era stato pubblicato in Gran Bretagna il giorno 4. A causa della morte improvvisa di Jones, l'evento si tramutò in un concerto in commemorazione del musicista scomparso, con Jagger che lesse sul palco un passo della poesia Adone di Shelley dedicandola a Brian, seguita dalla liberazione di centinaia di farfalle bianche nel cielo. Qualche giorno dopo, alla cerimonia funebre ufficiale di Jones parteciperanno solo Bill Wyman e Charlie Watts: né Keith Richards né Mick Jagger si presenteranno al funerale.

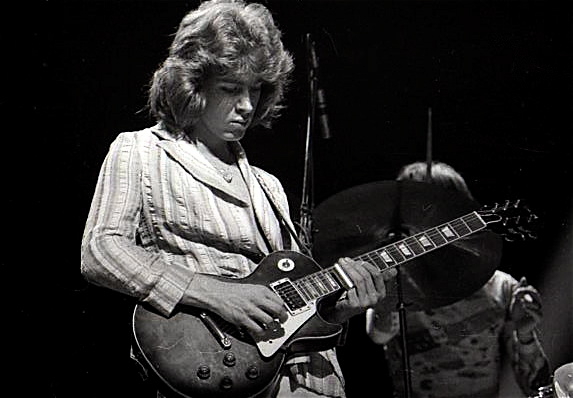
Il nuovo membro: Mick Taylor.

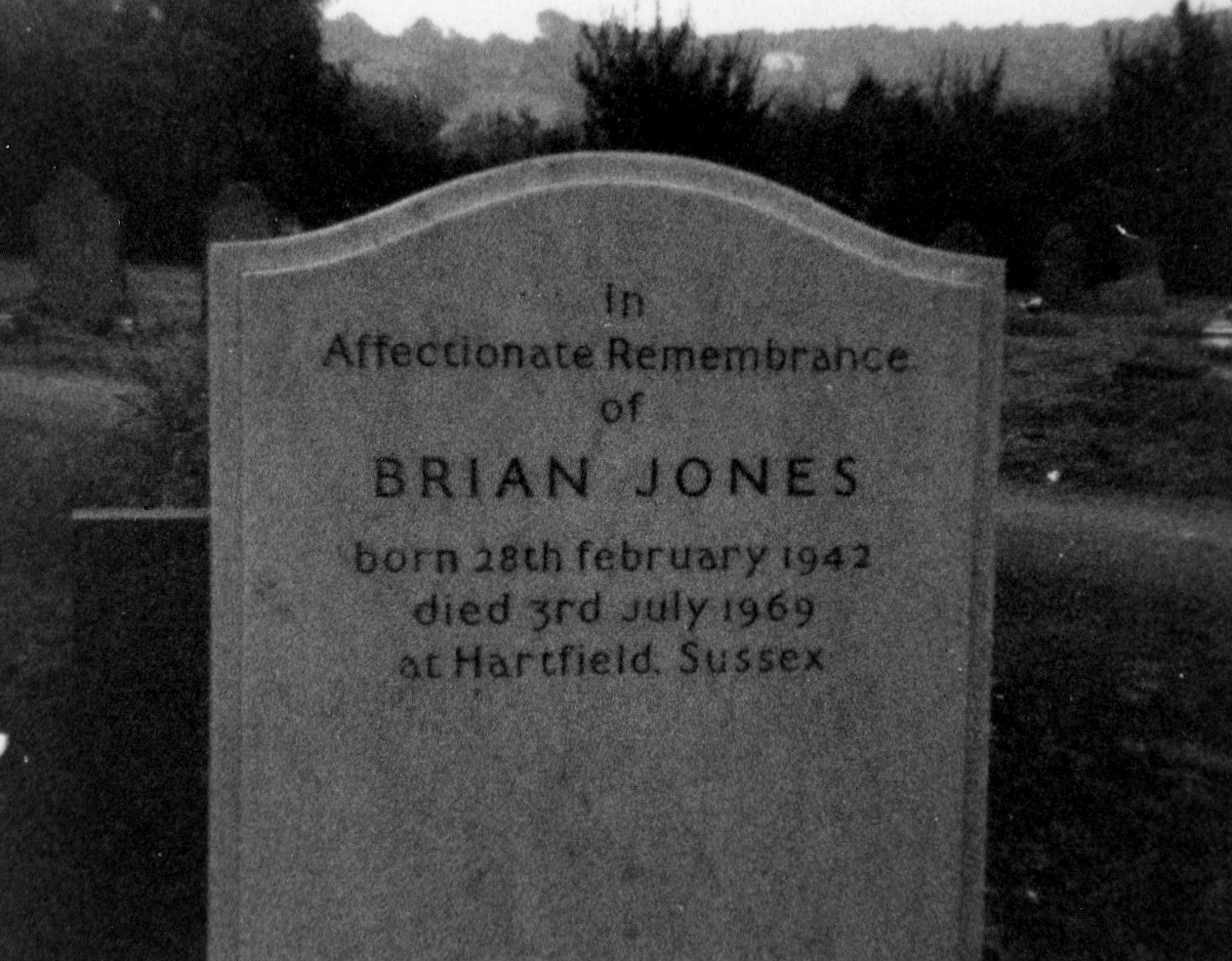
La tomba di Brian Jones

Da parte sua, Mick Jagger si assentò anche dalle sessioni per l'album nei mesi di luglio e agosto, per recarsi in Australia a partecipare alle riprese del film I fratelli Kelly sulla vita del fuorilegge australiano Ned Kelly, dove recitava nel ruolo del protagonista. La sua fidanzata dell'epoca, Marianne Faithfull, avrebbe dovuto anch'essa partecipare alla pellicola, ma non poté farlo a causa di una overdose di sonniferi che la fece entrare in coma. Abbandonata la partecipazione al film, la Faithfull venne ricoverata in una clinica in Svizzera. Il ritorno di Jagger dall'Australia coincise con la pubblicazione della terza compilation del gruppo, Through the Past, Darkly (Big Hits Vol.2).

## Registrazione
Anche se gli Stones avevano iniziato a registrare una prima versione di You Can't Always Get What You Want nel novembre 1968, ancora prima della pubblicazione di Beggars Banquet, le sessioni di registrazione per Let It Bleed iniziarono, sotto la guida del produttore Jimmy Miller, solo nel febbraio 1969 agli Olympic Sound Studios di Londra, continuando poi sporadicamente fino al novembre successivo. Il disco è un forte ritorno al blues (come lo era stato anche il precedente Beggars Banquet), in particolare alla fonte del genere stesso come testimoniato dalla cover di Love in Vain di Robert Johnson, che la band fece propria aggiungendovi alcuni accordi supplementari e riarrangiandola in chiave country. Proprio la country music è la seconda influenza predominante dell'album, insieme al rock, naturalmente. Brian Jones, ormai quasi del tutto estraneo al gruppo, suonò solamente in due brani, le percussioni in Midnight Rambler e l'autoharp in You Got the Silver. Il contributo del suo sostituto, Mick Taylor, è comunque ancora limitato, egli suona la chitarra in due tracce, Country Honk e Live with Me. Keith Richards, che fino ad allora aveva cantato solo in duetto con Mick Jagger in alcune canzoni (Connection, Something Happened to Me Yesterday e Salt of the Earth), canta il suo primo pezzo completamente da solo, You Got the Silver. Sull'album è Richards a farsi carico di tutte le parti di chitarra (ritmica e solista) in assenza di Brian Jones. Alle sessioni prendono parte diversi altri musicisti oltre agli Stones, tra i quali Ry Cooder, Nicky Hopkins, Al Kooper, Jack Nitzsche, Ian Stewart, Bobby Keys, Merry Clayton, Madeleine Bell, Byron Berline, e Leon Russell. Nel corso delle sessioni vengono incisi molti brani. Oltre a quelli poi finiti sull'album, vengono registrate anche Honky Tonk Women, All Down the Line, Stop Breaking Down, Sweet Virginia, Shine a Light, Loving Cup (queste ultime cinque tutte successivamente inserite in Exile on Main St.), Sister Morphine, e i brani poi finiti sull'album semi-ufficiale Jamming with Edward!. Il missaggio audio, e le varie sovraincisioni in post-produzione (come l'aggiunta del coro gospel del London Bach Choir in You Can't Always Get What You Want e il sax di Bobby Keys in Live with Me), vengono effettuate a Los Angeles, ai Sunset Sound Studios e agli Elektra Studios.

## Copertina
La copertina del disco raffigura una scultura surreale ideata da Robert Brownjohn. L'immagine consiste nel vinile di Let It Bleed suonato dalla puntina di un antico fonografo, con in equilibrio sul perno centrale del giradischi un quadrante di orologio, una pizza, un contenitore per pellicole cinematografiche, un copertone di bicicletta, e una torta decorata con dei pupazzetti raffiguranti i Rolling Stones. Il dolce venne preparato dall'allora sconosciuta presentatrice televisiva ed autrice di libri di cucina Delia Smith. Il retro della copertina dell'LP mostra la stessa immagine ma in stato di "devastazione totale", con la torta mangiata, il disco spezzato, ecc... La grafica era ispirata al titolo di lavorazione di Let It Bleed, che avrebbe dovuto intitolarsi Automatic Changer. Sul retro di copertina appare inoltre la scritta "THIS RECORD SHOULD BE PLAYED LOUD" ("questo disco dovrebbe essere suonato ad alto volume").

## Pubblicazione e accoglienza
| Recensione                    | Giudizio |
| ----------------------------- | -------- |
| AllMusic                      | [ 17 ]   |
| Ondarock                      | [ 18 ]   |
| Rolling Stone                 | [ 19 ]   |
| NME                           | [ 20 ]   |
| Piero Scaruffi                | [ 21 ]   |
| Entertainment Weekly          | A        |
| MusicHound Rock               | [ 23 ]   |
| Encyclopedia of Popular Music |          |

Let It Bleed venne pubblicato nel dicembre 1969 e rapidamente raggiunse la vetta della classifica in Gran Bretagna. Negli Stati Uniti si assestò alla posizione numero 3 nella classifica di Billboard, diventando disco d'oro. Il disco venne molto ben accolto dalla critica e fu premiato dalle vendite confermando il momento d'oro dei Rolling Stones. Curiosamente, sei mesi dopo l'uscita di Let it bleed, i Beatles a maggio 1970 fecero uscire il loro ultimo disco, Let It Be (album The Beatles), dal titolo molto simile.
L'album è il secondo prodotto per il gruppo da Jimmy Miller, e fa parte della serie dei quattro capolavori storici consecutivi della band, album come Beggars Banquet (1968), Let It Bleed (1969), Sticky Fingers (1971), ed Exile on Main St. (1972), abitualmente considerati dalla critica il vertice massimo dell'intera produzione degli Stones.
Let It Bleed fu anche l'ultimo album di studio del gruppo ad essere pubblicato per la vecchia etichetta discografica della band, la Decca Records. Il successivo Sticky Fingers uscirà infatti per la neonata casa discografica Rolling Stones Records di proprietà di Jagger & soci. Per promuovere l'album, il gruppo iniziò una tournée negli Stati Uniti nel novembre e dicembre del 1969. Nel corso della stessa, gli Stones si esibirono insieme ad artisti come Chuck Berry, B.B. King, Ike & Tina Turner, e Terry Reid. Il materiale registrato durante le esibizioni dei concerti a Baltimora e New York fu incluso in seguito nell'album live Get Yer Ya-Ya's Out! The Rolling Stones in Concert pubblicato nel 1970.

## Tour
Il tour culminò nel famigerato concerto gratuito all'autodromo di Altamont (California) del 6 dicembre 1969. L'evento avrebbe dovuto essere nelle intenzioni degli Stones e degli organizzatori, la risposta della West Coast a "Woodstock" (che si era svolto sulla East Coast), ma si tramutò ben presto in un incubo. Oltre agli Stones, nel concerto suonarono anche Carlos Santana, Jefferson Airplane, Flying Burrito Brothers e Crosby, Stills, Nash & Young. Avrebbero dovuto partecipare anche i Grateful Dead, che però decisero di non esibirsi a causa degli incidenti e delle violenze che si stavano verificando nel festival. Il concerto si svolse in un clima generale di terrore e violenza, principalmente a causa delle azioni della banda di motociclisti degli Hell's Angels, che erano stati incautamente reclutati per garantire la sicurezza dell'evento. Il tragico esito degli incidenti fu di tre morti accidentali e l'uccisione del giovane Meredith Hunter da parte di un membro degli Hell's Angels durante l'esibizione degli Stones. Hunter venne ripetutamente pugnalato durante l'esecuzione della canzone Under My Thumb poiché accusato di aver estratto una pistola e averla puntata verso il palco in direzione di Jagger. L'omicidio venne filmato in diretta ed apparve nel film Gimme Shelter dei fratelli Maysles che documentò l'evento. Nel numero del 21 gennaio 1970, la rivista Rolling Stone pubblicò uno speciale di 20 pagine sull'accaduto, intitolando l'articolo (un dettagliato resoconto del disastro non privo di critiche nei confronti degli Stones) significativamente "Let It Bleed".

## Tracce
La lista delle tracce presente sul retro di copertina di Let It Bleed non segue quella presente sull'album stesso. Secondo quanto dichiarato da Brownjohn, egli alterò volutamente la scaletta dei brani per ragioni estetiche; l'ordine corretto delle tracce è quello mostrato sull'etichetta dell'LP. Inoltre, Gimme Shelter viene indicata come Gimmie Shelter.
Testi e musiche di Mick Jagger e Keith Richards, eccetto dove indicato
Lato A
1. Gimme Shelter – 4:30
2. Love in Vain – 4:19 (Robert Johnson)
3. Country Honk – 3:07
4. Live with Me – 3:33
5. Let It Bleed – 5:27

Lato B
1. Midnight Rambler – 6:52
2. You Got the Silver – 2:50
3. Monkey Man – 4:11
4. You Can't Always Get What You Want – 7:28

## Brani

### Gimme Shelter
It's just a shot away

Rape, murder!

It's just a shot away»
è lontana solo uno sparo

stupro, assassinio!

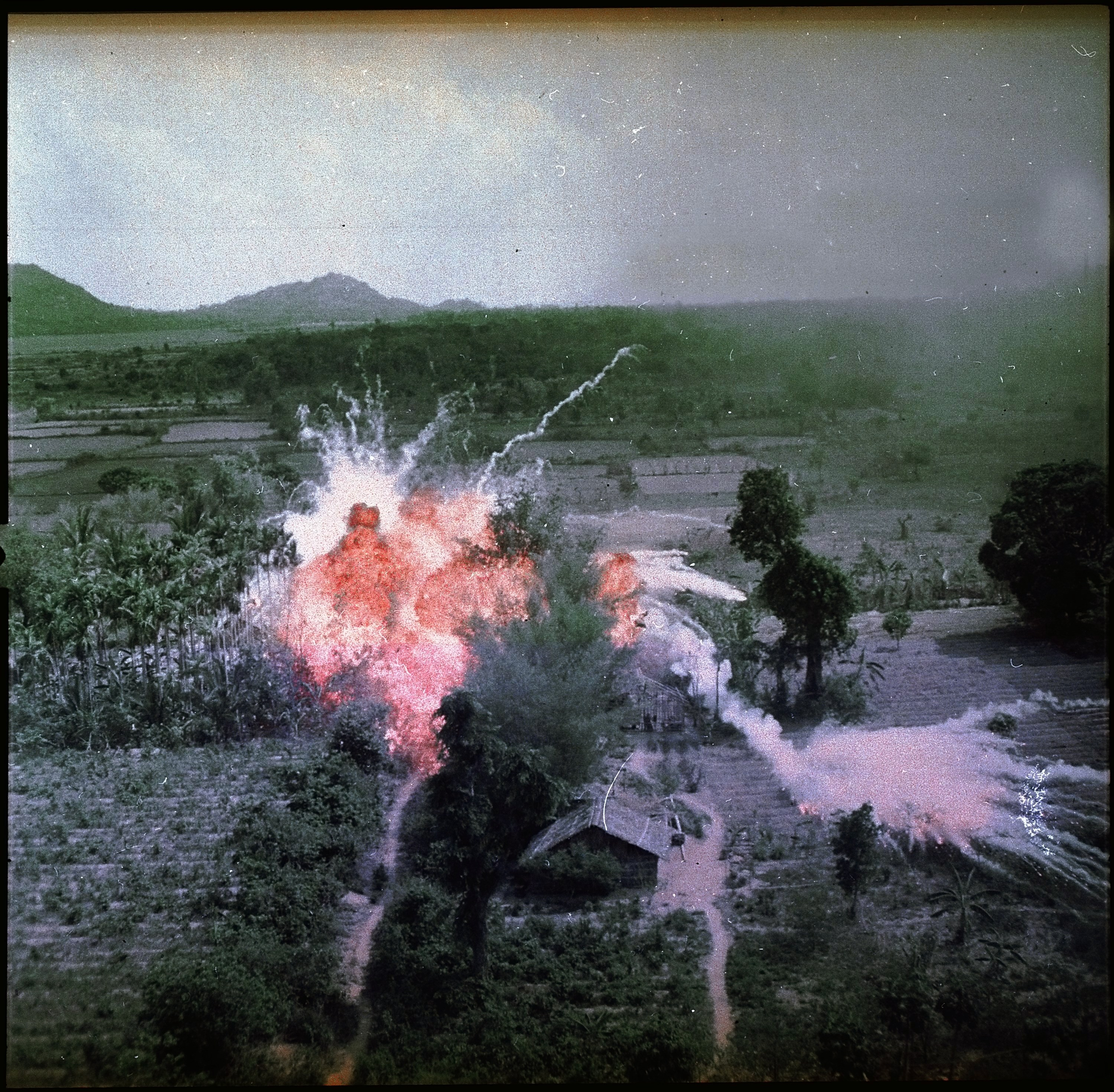
Forze statunitensi bombardano con del napalm delle postazioni Viet Cong

sono lontani solo uno sparo»
(Gimme Shelter, The Rolling Stones)
L'album si apre con uno dei brani più celebrati del catalogo degli Stones, Gimmie Shelter (successivamente ribattezzata Gimme Shelter), un apocalittico inno antimilitarista che contiene riferimenti alla guerra, all'omicidio e allo stupro. Nel corso di una intervista del 1995 concessa alla rivista Rolling Stone, Mick Jagger dichiarò che il clima di paura e violenza che si respirava all'epoca (1969), conseguenza del crollo degli ideali e dell'escalation della Guerra in Vietnam, ebbe una forte influenza sulla composizione dei brani di Let It Bleed. Nello specifico, Gimme Shelter è stata definita dalla critica come "una canzone sulla fine del mondo", un'anticipazione in musica dell'apocalisse. Il brano vede la partecipazione della cantante soprano Merry Clayton, che svolse un ruolo fondamentale nel coro della canzone duettando con Jagger. Quando venne contattata dagli Stones, la Clayton aveva già una corposa carriera alle spalle che l'aveva vista cantare in diverse incisioni di artisti come Burt Bacharach e Ray Charles. La traccia si apre con la lugubre ma scintillante introduzione chitarristica suonata da Keith Richards con un effetto tremolante, per poi sfociare in una tempesta sonora che il critico musicale Greil Marcus arrivò a definire "la più grande canzone rock mai registrata". La prima versione della canzone venne registrata in una grande sala agli Olympic Studios di Londra tra febbraio e marzo 1969; la successiva versione con la Clayton fu incisa e perfezionata a Los Angeles ai Sunset Sound Studios e agli Elektra Studios nell'ottobre e novembre dello stesso anno. Nicky Hopkins suona il piano; il produttore Jimmy Miller le percussioni; Charlie Watts la batteria; Bill Wyman il basso; Jagger suona l'armonica e canta. Brian Jones non era presente durante le sessioni per la canzone.

### Love in Vain
La seguente traccia sul disco è una reinterpretazione del brano Love in Vain Blues del celebre bluesman "maledetto" Robert Johnson (del quale si diceva che avesse venduto l'anima al Diavolo). La versione degli Stones, con il contributo speciale di un giovane Ry Cooder al mandolino, possiede qualche accordo aggiuntivo rispetto all'originale e un arrangiamento maggiormente country. È un sentito omaggio da parte della band al Blues come autentica e genuina forma d'arte americana, ma senza nessun intento calligrafico, piuttosto come assimilazione totale e reinvenzione del genere stesso.
Le prime copie dell'edizione statunitense dell'album pubblicate dalla London Records, indicavano come autore del brano tale "Woody Payne", che era lo pseudonimo talvolta utilizzato da Johnson. La cosa creò qualche problema legale di copyright, e nelle successive stampe la dicitura venne corretta attribuendo la traccia direttamente a Robert Johnson.
I Rolling Stones eseguirono il brano in concerto nei loro tour del 1969 e del 1972, e lo ripubblicarono anche negli album dal vivo Get Yer Ya-Ya's Out! e Stripped nonché nel film Ladies and Gentlemen: The Rolling Stones (1974).

### Country Honk
Si tratta sostanzialmente della versione country del singolo Honky Tonk Women pubblicato dagli Stones nel luglio '69. Circa il cambio di sonorità tra le due versioni, nel corso di un'intervista rilasciata alla rivista Crawdaddy nel 1975, Keith Richards ebbe a dire: 
(Keith Richards, 1975)
 Durante il 1968, Richards aveva fatto amicizia con il musicista country rock americano Gram Parsons dei Byrds, e con lui aveva trascorso parecchio tempo a Londra. Parsons giocò un ruolo fondamentale nel gusto di Richards nei confronti della musica country, facendogli ascoltare dischi di artisti come George Jones, Merle Haggard, Jimmie Rodgers, Hank Williams; e spiegandogli come cogliere le sfumature e le differenze tra il sound di Nashville e quello di Bakersfield. La traccia contiene nell'introduzione diversi suoni di strada, rumori di auto che passano, colpi di clacson, pneumatici che calpestano la ghiaia, ai quali si uniscono la chitarra acustica suonata da Richards, il violino di Byron Berline e, esordio assoluto su un brano dei Rolling Stones, Mick Taylor alla slide guitar.

### Live with Me
Live with Me è un brano rock che sembra descrivere il decadente e peccaminoso stile di vita dei membri della band. La traccia si regge su un aggressivo giro di basso, ma l'elemento chiave della canzone è il duplice attacco chitarristico ad opera di Richards e Taylor. Il brano vede inoltre il debutto del sassofono di Bobby Keys in una canzone dei Rolling Stones. Keys diventerà in seguito un assiduo collaboratore del gruppo, suonando in brani come Brown Sugar e incidendo insieme agli Stones, a fasi alterne, fino agli anni ottanta. Nella canzone le parti di basso furono suonate da Keith Richards in sostituzione di Bill Wyman, poiché Wyman era assente alle sessioni il giorno della registrazione del pezzo.

### Let It Bleed
Yeah, and if you want it, baby,

Well you can bleed on me»
E se lo vuoi, baby,

Beh, puoi sanguinare su di me»
(Let It Bleed, The Rolling Stones)
La title track dell'album è un ritmato pezzo pianistico da saloon dalle forti atmosfere country rock introdotto dai passaggi iniziali della chitarra blues suonata con il bottleneck, che si scontrano con un testo pieno zeppo di allusioni al sesso e alla droga. Il brano è sorretto dal pianoforte honky tonk di Ian "Stu" Stewart (suo unico contributo all'album). Il sinistro titolo (in italiano: Lascia che sanguini) della canzone, oltre a riassumere la violenta tematica generale dell'album, potrebbe anche essere un malizioso riferimento alla Let It Be (in italiano: Lascia che sia) dei Beatles, che il gruppo di Liverpool stava incidendo circa nello stesso periodo delle sessioni di registrazione dell'album degli Stones. La similitudine tra i due titoli potrebbe quindi non essere casuale, anche se poi Let It Be venne pubblicato molto tempo dopo rispetto a Let It Bleed. Nonostante fosse stata presa in considerazione per la pubblicazione su singolo, la canzone venne scartata a causa delle allusioni sessuali presenti nel testo. Let It Bleed venne pubblicata su singolo solo in Giappone nel gennaio del 1970.

### Midnight Rambler
(Midnight Rambler, The Rolling Stones)

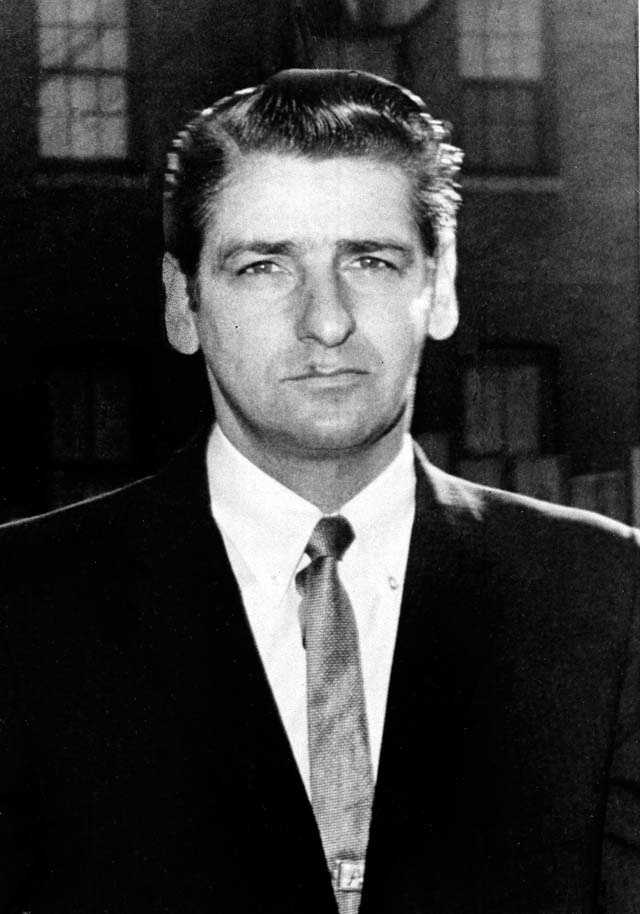
Albert DeSalvo, autoaccusatosi degli omicidi dello "strangolatore di Boston" avvenuti nel periodo 1962-1964

Il secondo lato dell'LP inizia con questo rock blues dal testo orrorifico scritto da Jagger e Richards mentre erano in vacanza a Positano. I due scrissero il brano costruendolo con armonica e chitarra acustica, portando poi la traccia in studio già praticamente completa. La canzone del "vagabondo di mezzanotte" venne ispirata dalle gesta del cosiddetto "strangolatore di Boston" Albert DeSalvo, che aveva terrorizzato la città americana fino a pochi anni prima strangolando e violentando diverse donne. La struttura del brano, che ben si adattava alle improvvisazioni strumentali durante le esibizioni dal vivo, fece sì che Midnight Rambler venisse eseguita molto spesso in concerto dalla band. Nell'album live Get Yer Ya-Ya's Out! del 1970 è presente una versione live della canzone ritenuta dagli stessi Stones superiore a quella di studio contenuta in Let It Bleed.

### You Got the Silver
You Got the Silver è una ballata blues dedicata a Anita Pallenberg, che Richards aveva da poco soffiato a Brian Jones, suo precedente fidanzato. Curiosamente è proprio questo brano che segna l'ultimo apporto creativo da parte di Jones, che suonò l'autoharp nel pezzo, a un brano degli Stones. La canzone è cantata da Keith Richards come unica voce solista per la prima volta in assoluto in un album dei Rolling Stones. La traccia venne successivamente inclusa nel film del 1970 Zabriskie Point di Michelangelo Antonioni, ma non apparve nella colonna sonora (l'album Zabriskie Point) per questioni di diritti di pubblicazione.

### Monkey Man
Or a trifle too satanic

We love to play the Blues»
o magari un po' troppo satanici

ci piace solo suonare il Blues»
(Monkey Man, The Rolling Stones)
Questo rock costruito sulla base di un arrangiamento in uptempo possiede un bizzarro e surreale testo nel quale Jagger dichiara: «tutti i miei amici sono dei drogati», facendo allusioni al crescente consumo di stupefacenti da parte del gruppo, ed ironizza sulle accuse di satanismo fatte alla band a causa di Sympathy for the Devil («Spero non ci consideriate troppo messianici, o magari un po' troppo satanici... »). Grande protagonista del brano è il pianoforte suonato da Nicky Hopkins, le cui progressioni melodiche si mescolano ai riff di chitarra di Richards. Composta da Mick Jagger e Keith Richards ed incisa nell'aprile 1969, Monkey Man inizia con una caratteristica introduzione che contiene vibrafono, basso, chitarra, e piano. Richards suona il riff principale e l'assolo centrale alla slide guitar, Jagger offre una delle sue performance canore più estreme urlando a squarciagola: «I'm a Monkey!» ("Sono una scimmia!"), il produttore Jimmy Miller suona il tamburello, Nicky Hopkins il piano, Charlie Watts la batteria, mentre Bill Wyman suona vibrafono e basso. Nel 1990, il brano è stato fatto oggetto di riscoperta da parte di critica e pubblico conquistandosi il rango di classico degli Stones, grazie all'inclusione nella colonna sonora del film Quei bravi ragazzi di Martin Scorsese.

### You Can't Always Get What You Want
But if you try sometimes well you just might find

You get what you need»
Ma se qualche volta ci provi, beh, potresti trovare

Proprio quello di cui hai bisogno»
(You Can't Always Get What You Want, The Rolling Stones)

Introdotto da un coro di voci angeliche, Jagger canta di delusione e rimpianto sullo sfondo di una chitarra acustica, alla quale si unisce una malinconica nota di corno francese suonato da Al Kooper. La tematica della canzone è stata indicata come una metafora delle continue delusioni provocate dagli anni sessanta (a questo proposito si noti l'uso fatto del pezzo nella colonna sonora del film Il grande freddo del 1983), ma anche come un monito moralisticheggiante verso l'abuso di droga (così almeno la interpretò Marianne Faithfull convinta che la canzone fosse diretta a lei). 
(Mick Jagger, 1995)
 Per la versione della canzone inclusa in Let It Bleed, venne interpellato il coro di musica classica London Bach Choir che donò alla traccia un tocco "gotico" e un'apparenza maestosa e solenne. In realtà il brano era stato composto da Mick Jagger alla chitarra acustica nella sua stanza da letto, e provato già all'epoca delle sessioni per Beggars Banquet senza l'aggiunta del coro, ed infine eseguito in questa prima versione nel corso della trasmissione televisiva The Rolling Stones Rock and Roll Circus nel dicembre 1968. È il produttore Jimmy Miller che suona la batteria nella versione finale della traccia, poiché Charlie Watts aveva difficoltà a suonare il giusto groove nella canzone. Nonostante le polemiche suscitate dalle molteplici allusioni alla droga presenti nel testo del brano, che causarono anche le proteste ufficiali degli stessi scandalizzati membri del London Bach Choir che avevano partecipato all'incisione della canzone, You Can't Always Get What You Want venne pubblicata su singolo nel luglio del 1969 come B-side di Honky Tonk Women.

## Formazione
The Rolling Stones
- Mick Jagger – voce, armonica in Gimme Shelter e Midnight Rambler; chitarra acustica in You Can't Always Get What You Want
- Keith Richards – chitarra elettrica, acustica, basso in Live with Me; cori in Gimme Shelter, Country Honk e Monkey Man; voce in You Got the Silver
- Bill Wyman – basso
- Charlie Watts – batteria, eccetto in You Can't Always Get What You Want

Altri musicisti
- Brian Jones – congas in Midnight Rambler; autoharp in You Got the Silver
- Mick Taylor – slide guitar in Country Honk; chitarra ritmica in Live with Me
- Ian Stewart – piano in Let It Bleed
- Nicky Hopkins – piano in Gimme Shelter, Live with Me, You Got the Silver e Monkey Man; organo in You Got the Silver
- Byron Berline – violino in Country Honk
- Merry Clayton – voce in Gimme Shelter
- Ry Cooder – mandolino in Love in Vain
- Bobby Keys – sassofono tenore in Live with Me
- Jimmy Miller – percussioni in Gimme Shelter; batteria in You Can't Always Get What You Want; tamburino in Monkey Man
- Leon Russell – piano e corno, arrangiamento in Live with Me
- Jack Nitzsche – cori arrangiamenti in You Can't Always Get What You Want
- Al Kooper – piano e organo in You Can't Always Get What You Want
- Nanette Workman – cori in Country Honk e You Can't Always Get What You Want
- Doris Troy – cori in You Can't Always Get What You Want
- Madeline Bell – cori in You Can't Always Get What You Want
- Rocky Dijon – percussioni in You Can't Always Get What You Want
- The London Bach Choir – voce in You Can't Always Get What You Want